# Artă

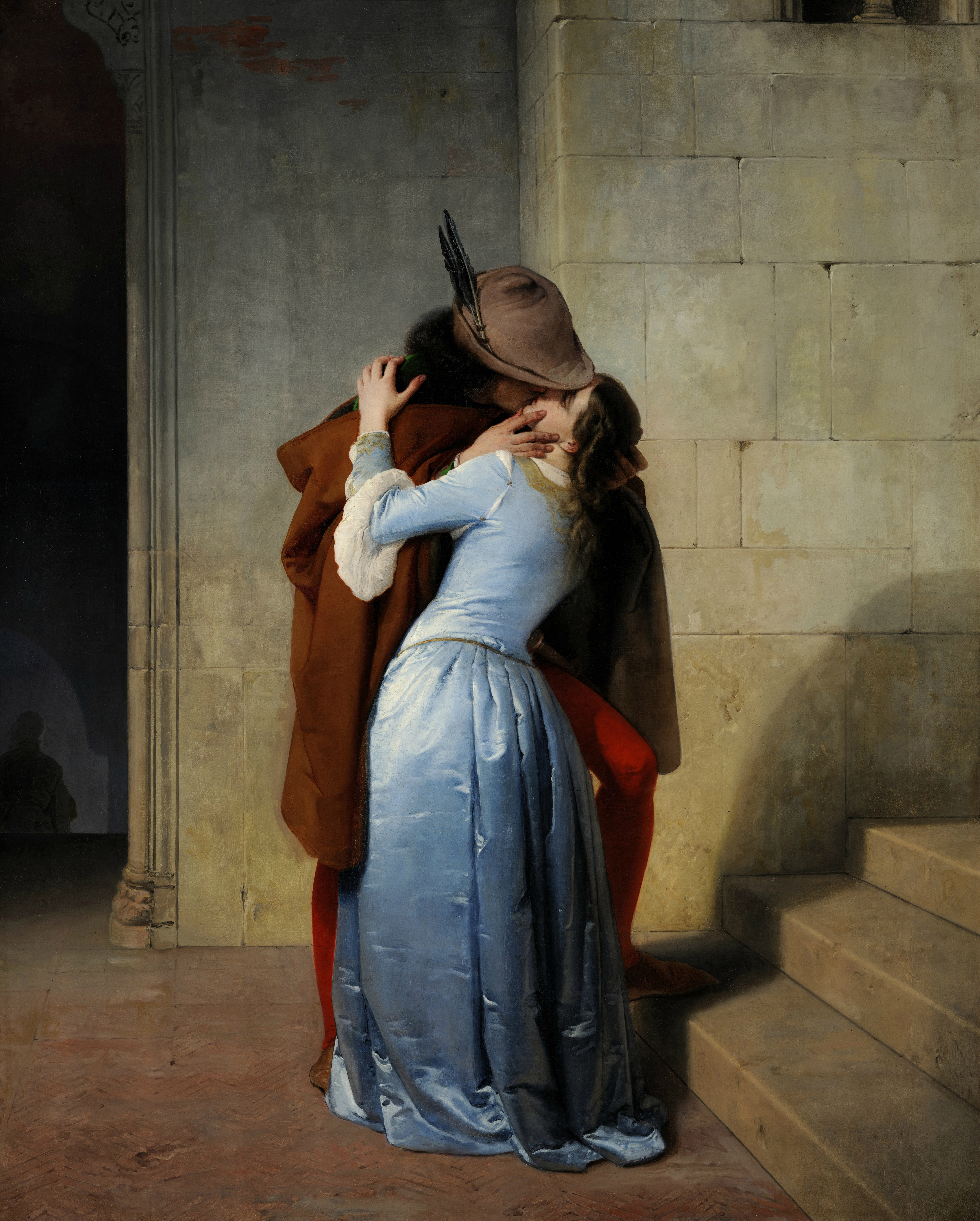
Sărutul (1859), pictură în ulei de Francesco Hayez

Arta este, în esență, cea mai profundă expresie a creativității umane. Pe cât de dificil de definit, pe atât de dificil de evaluat, având în vedere faptul că fiecare artist își alege singur regulile și parametrii de lucru. Se poate spune, totuși, ca arta este rezultatul alegerii unui mediu, a unui set de reguli pentru folosirea acestui mediu și a unui set de valori ce determină ce anume merită a fi exprimat prin acel mediu pentru a induce un sentiment, o idee, o senzație sau o trăire în modul cel mai eficient posibil pentru acel mediu. Prin modul său de manifestare, arta poate fi considerată și ca o formă de cunoaștere (cunoașterea artistică).

## Definiții
Într-un sens larg, termenul artă desemnează orice activitate, care se bazează pe cunoștințe, exercițiu, percepție, imaginație și intuiție. Într-un sens mai strict, se adaugă la cele de sus lipsa de funcționalitate (practică), cunoaștere, estetică.
Britannica Online definește arta ca "îndemânare și imaginație în creația de obiecte, medii ambiante sau experiențe estetice care pot fi împărtășite" (the use of skill and imagination in the creation of aesthetic objects, environments, or experiences that can be shared with others.)
Definiția și evaluarea artei a devenit problematică mai ales de la începutul secolului 20. Richard Wollheim face distincție între trei moduri de acces: realist, unde calitatea estetică este o valoare independentă de orice punct de vedere uman; obiectivist, unde calitatea estetică este de asemeni o valoare absolută, dar dependentă de experiență umană generală; și pozitia relativistă, în care calitatea estetică nu este o valoare absolută, dar depinde de, și variază cu experiența umană a diferiților indivizi.
Un obiect poate fi caracterizat în funcție de intenție, sau lipsa acesteia, a creatorului său, indiferent de scopul sau funcțiunea lui. De exemplu o ceașcă, care poate folosită ca un simplu recipient, poate fi considerat obiect de artă, dacă e intenționată obiect estetic. De asemenea, o pictură poate fi considerată obiect de meșteșug (deci nu obiect de artă), dacă este un produs de masă.
Natura artei a fost descrisă de Richard Wollheim ca "unul din termenii cei mai elusivi (care se eschivează) ale problemelor tradiționale de cultură umană" (one of the most elusive of the traditional problems of human culture).. A fost definită ca vehicol pentru expresia sau comunicația de emoții și idei, un mijloc pentru explorarea și aprecierea elementelor formale pentru sine, și ca mimesis sau reprezentație. Leo Tolstoi a identificat arta ca un mijloc indirect de a comunica între persoane. Benedetto Croce și R.G. Collingwood au avansat ideea idealistă că arta exprimă emoții și că opera de artă, așadar, există esențialmente în mintea creatorului.
Teoria artei își are rădăcinile în filozofia lui Immanuel Kant și a fost dezvoltată în secolul 20. Arta ca mimesis are rădăcini adânci în filozofia lui Aristotel.

## Domenii ale artei în evoluția culturală
De la Iluminism încoace sub artă se înțeleg mai ales formele așa-numitelor arte frumoase:
- Arta plastică cu genurile clasice pictură și grafică, sculptură, arhitectură și o multitudine de alte genuri secundare, precum din secolul 19 arta aplicată ca gen apropiat meșteșugului artistic;
- Arta dramatică cu diviziile principale teatru, dans/coreografie și cinematografie;
- Muzica cu diviziile principale muzică vocală și muzică instrumentală;
- Literatura cu grupările epică, dramaturgie și lirică.

De la începutul Modernismului încoace formele de expresie, tehnicile și mijloacele artei s-au lărgit semnificativ, de exemplu, cu fotografia în cazul artei plastice. Atât in cazul artei dramatice, muzicii și literaturii, dar și în arta plastică, în prezent se adaugă și așa-numitele medii noi (new media), ca, de exemplu, radio și televiziune, dar și video, online media și altele. Din ultimele decenii ale secolului 20, împărțirea clasică începe să-și piardă importanța. Genuri de artă ca instalație sau arta media nu mai cunosc genurile clasice.